# Тищенко Василь Іванович
Василь Іванович Тищенко (20 березня 1918, Покровське — дата смерті невідома) — український радянський художник; член Спілки радянських художників України.

## Біографія
Народився 20 березня 1918 року в селі Покровському (нині Дніпропетровська область, Україна). 1941 року закінчив Дніпропетровське художнє училище. Брав участь у німецько-радянській війні.
Співпрацював з ризьким видавництвом «Латгосиздат». Мешкав у Рівному в будинку на вулиці Комуністичній, № 2а, квартира № 10.

## Творчість
Працював в галузі станкового живопису та плаката. Серед робіт:
живопис
- «Лілія з матір'ю» (1960);
- «Колгоспний ринок» (1961);
- «Кращий продавець республіки Т. Рудакова» (1962);
- «Панфіловці» (1963);
- «Повернення» (1965).

плакати
- «Слався, Радянська Латвія наша, Яскраво в сузір'ї республік сяй!» (1950; спільно з Віктором Івановим)
- «На варті мирної праці» (1952);
- «Радянські жінки — велика сила в боротьбі за мир» (1952).

Брав участь у республіканських виставках з 1965 року.